# Phải lòng

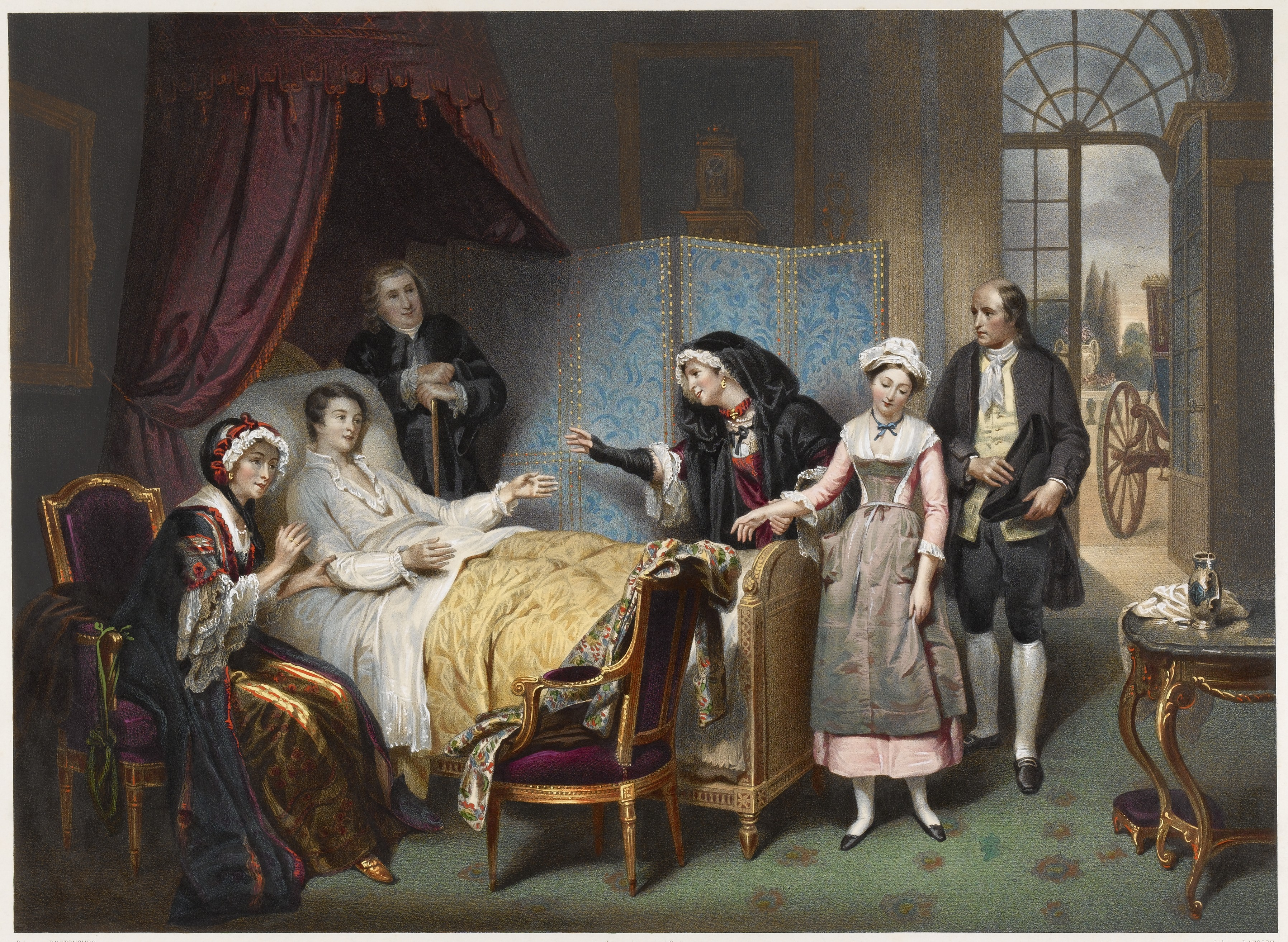
Một chàng trai trẻ đã phải lòng một cô tiểu thư khi đến thăm bệnh

Phải lòng (Falling in love) là sự tiến triển của những cảm xúc gắn bó và tình yêu mãnh liệt không thể cưỡng lại hướng tới một người khác (người thương) với nỗi niềm nhớ nhung khó phai và thôi thúc khôn nguôi. Thuật ngữ phải lòng mang tính ẩn dụ lãng mạn, ngụ ý rằng tình cảnh này xảy đến giống như việc bị té ngã một cách đột ngột, khiến người ta không thể kiểm soát chính mình và tự chủ bản thân, cho nên một khi đã phải lòng ai đó thì diễn biến tâm trạng sẽ theo kiểu tình yêu sét đánh, yêu từ cái nhìn đầu tiên, yêu đơn phương và khiến người ta rơi vào trạng thái dễ bị tổn thương, ngẩn ngơ, ngây dại, tương tự như khi "bị ốm" (tương tư), đầy nỗi niềm tâm sự hoặc "rơi vào bẫy tình" (lụy tình). Tâm trạng phải lòng nhau cũng có thể phản ánh tầm quan trọng của các trung tâm não bộ thấp hơn trong suốt quá trình này những điều này có thể khiến bộ não lý trí, tính toán rồi đi đến kết luận mà theo lời của John Cleese cho rằng "thói quen yêu đương này rất đỗi kỳ lạ.... Nó tựa hồ như cả một sự huyền bí".

## Yếu tố

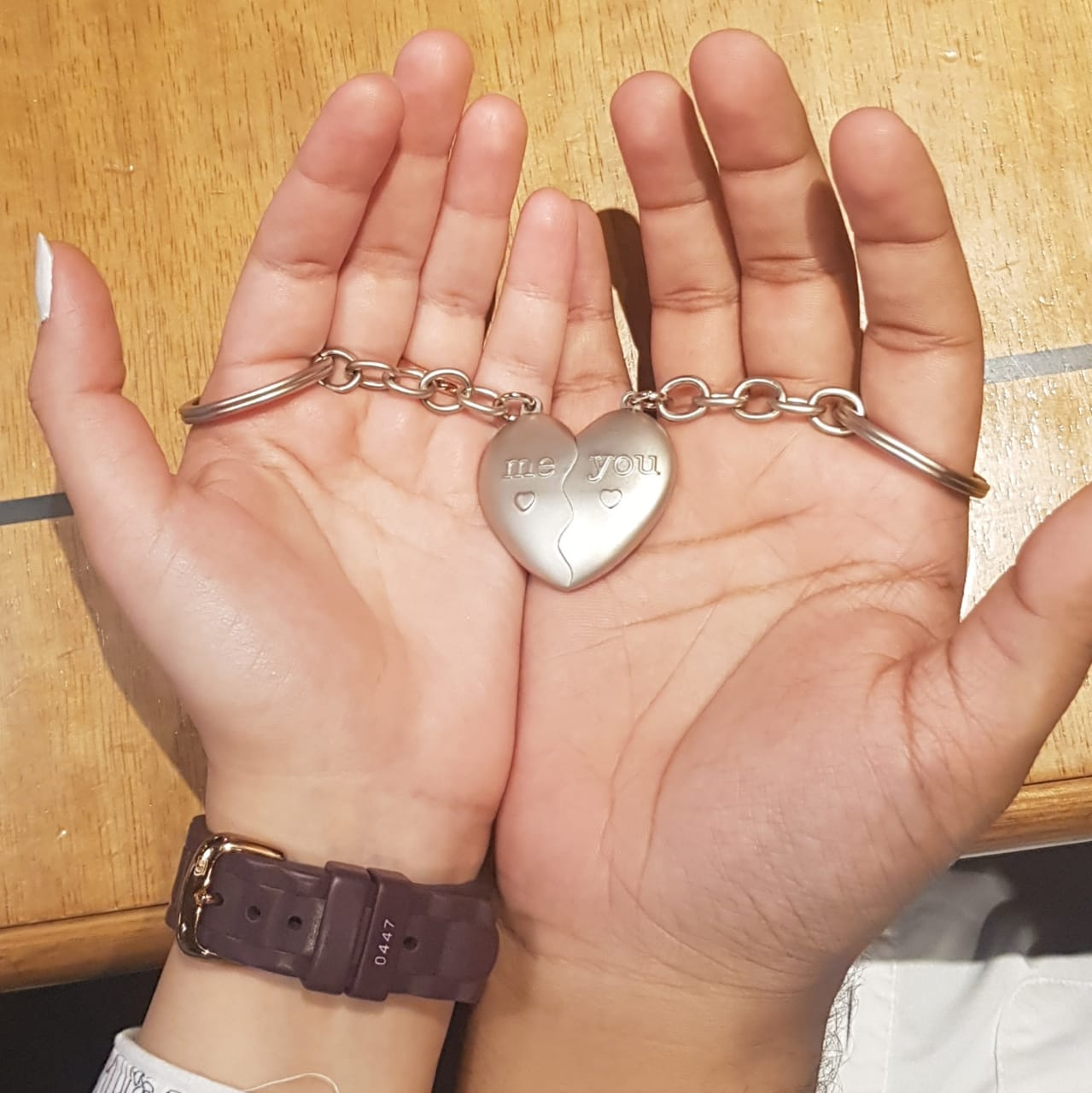
Mảnh ghép tình yêu

Các yếu tố được biết đến là chất xúc tác, có tác động mạnh mẽ đến việc nảy sinh tình cảm rồi yêu nhau đó chính là sự gần gủi thể xác (nhất cự ly nhì cường độ), sự tương đồng, đồng điệu trong tâm hồn, quan hệ có đi có lại và sức hút về mặt ngoại hình, thể xác, trong khi cùng lúc đó, quá trình này bao gồm việc kích hoạt lại các khung cảnh gắn bó cũ của thời thơ ấu. Những điểm tương đồng sâu sắc về mặt tâm lý giữa hai người cũng có thể củng cố mối quan hệ gắn kết của họ do đó có thể chỉ đơn thuần là nhận dạng tự luyến. Những người theo trường phái Carl Jung xem quá trình yêu đương là quá trình "phóng chiếu" cái anima hoặc animus lên người kia, với tất cả khả năng hiểu lầm mà điều này có thể liên quan. Nhiều nghiên cứu chỉ ra mối tương quan tuyến tính tích cực giữa sự nổi tiếng lãng mạn và sức hấp dẫn về thể chất đối với phụ nữ nhiều hơn nam giới. 
Một số nghiên cứu chỉ ra rằng người đàn ông trong vô thức sẽ hướng đến kiếm tìm sự mảnh mai, mong manh và gợi cảm trong khi phụ nữ quan lại tâm đến địa vị, sự bền lâu, sự cam kết và sự giàu có trước khi họ hướng đến sự hấp dẫn về mặt thể chất. Ngoài ra, đàn ông có xu hướng thể hiện cảm xúc của mình thông qua hành động trong khi phụ nữ có xu hướng thể hiện cảm xúc của mình bằng lời nói. Các nghiên cứu thực nghiệm cho thấy đàn ông yêu sớm hơn phụ nữ và phụ nữ cũng nhanh hết yêu (chóng chán) hơn đàn ông. Các nghiên cứu cho thấy khi so sánh những người đàn ông đang yêu thì mức testosterone của họ cao hơn nhiều so với những người đã có một mối quan hệ lâu dài. Stendhal đã lập biểu đồ thời gian của tình yêu theo cách mà ông gọi là sự kết tinh—giai đoạn kết tinh đầu tiên (khoảng sáu tuần) thường bao gồm sự suy tư ám ảnh và lý tưởng hóa người khác thông qua lớp vỏ ham muốn một khoảng thời gian nghi ngờ, cảm giác thiếu an toàn và sau đó là sự kết tinh cuối cùng của tình yêu.

## Cơ chế

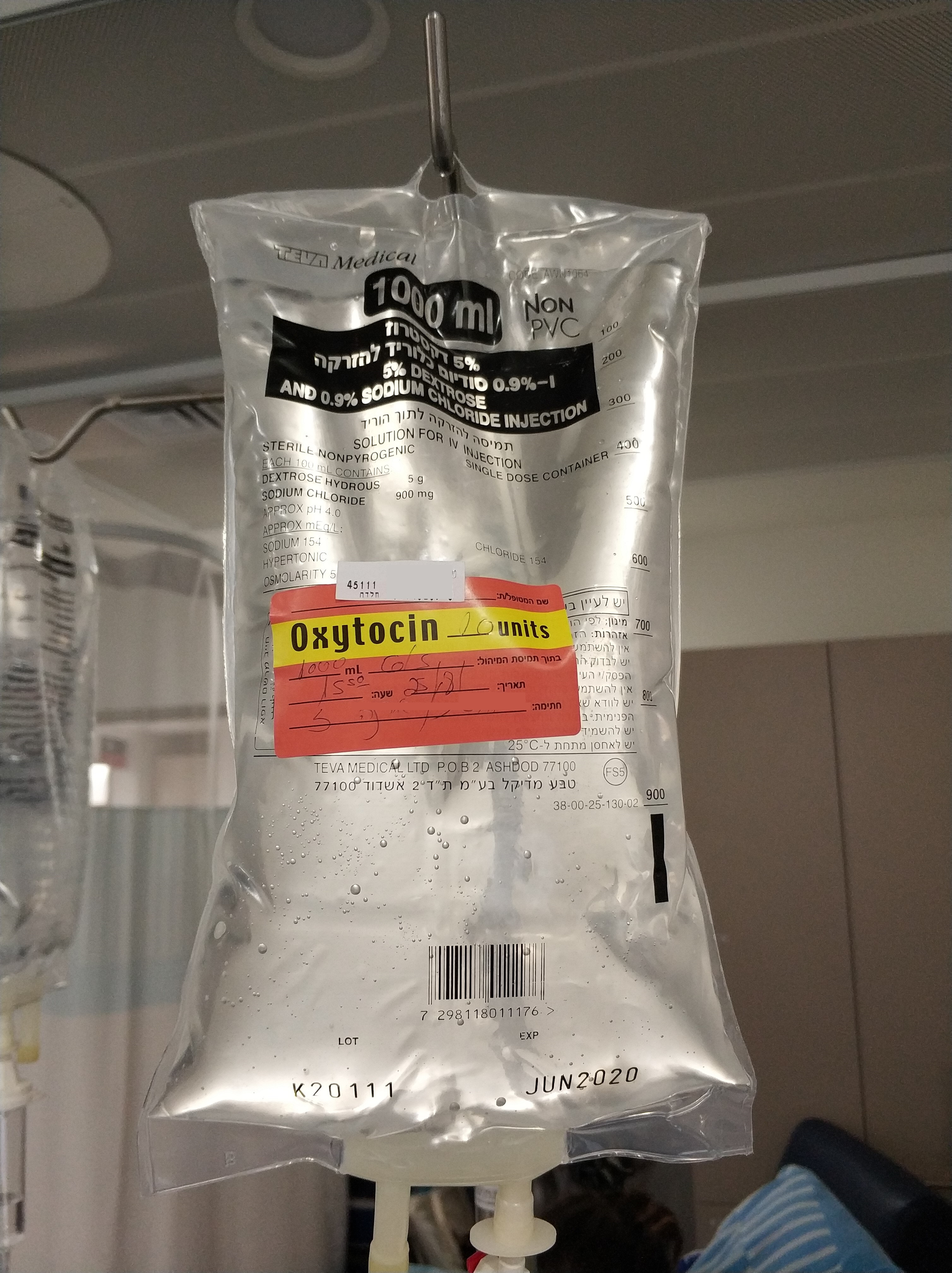
Oxytocin (hóc-môn tình yêu) có liên quan đến phản ứng hóa học định hình cảm xúc tình yêu

Hai phản ứng hóa học liên quan đến việc yêu là sự gia tăng oxytocin và vasopressin và Elisabeth Young-Bruehl đã gợi ý rằng "khi chúng ta yêu, chúng ta đang rơi vào một dòng thuốc kích thích tự nhiên chạy qua các trung tâm cảm xúc trong chính bộ não của chúng ta". Về mặt xã hội học, cần nhấn mạnh rằng lựa chọn bạn đời không thể chỉ dựa vào cái đầu (lý trí) and must require complex neurochemical support. mà đôi khi lại là tình cảm đưa đẩy, là sự lựa chọn và rung động của con tim. Những người chỉ trích chủ nghĩa tân Darwin chỉ ra rằng những lập luận vật lý quá đơn giản làm lu mờ cách niềm đam mê và cảm xúc tình dục thường không dẫn đến sự gắn bó an toàn mà dẫn đến sự gắn bó bị ngăn cản, cũng như những khó khăn thực sự đáng sợ khi phải lòng ai đó. Ham muốn tình dục và tình yêu không chỉ thể hiện sự khác biệt mà còn tạo ra một tập hợp các vùng não chung nổi bật có chức năng điều hòa sự tích hợp cảm giác, kỳ vọng về những gì đạt được và nhận thức xã hội. 
Các nghiên cứu về hình ảnh thần kinh cho thấy tình yêu và ham muốn tình dục có chung phản ứng hóa học trong não. Cả tình yêu và ham muốn đều cho thấy sự kích hoạt thần kinh ở các vùng như vùng vỏ não (ví dụ, hồi giữa, hồi thái dương trên, mối nối thái dương-đỉnh và vỏ não chẩm-thái dương) và các vùng não dưới vỏ não (ví dụ, vân não, đồi thị, hồi hải mã, vỏ não vành trước và vùng phân đoạn bụng). Vùng vỏ não có mối tương quan với sự tự thể hiện, hành động hướng đến mục tiêu và vẻ bề ngoài của một người. Chụp ảnh thần kinh cũng có thể cho thấy sự khác biệt giữa tình yêu và ham muốn. Một số vùng não liên quan đến tình yêu hoặc ham muốn là đảo trước, đảo sau và vân não bụng. Đảo trước kích hoạt các yếu tố góp phần tạo nên tình yêu như biểu diễn tích hợp, trong khi đảo sau liên quan đến các yếu tố góp phần tạo nên ham muốn như cảm giác, cảm xúc và phản ứng hiện tại. Tuy nhiên, vân não bụng được kích hoạt trong những trải nghiệm thú vị và bổ ích như làm tình hoặc thức ăn.